# Hansen-Insel
Die Hansen-Insel ist eine 10 km lange und 5 km breite Insel vor der Loubet-Küste des Grahamlands im Norden der Antarktischen Halbinsel. Sie liegt unmittelbar nördlich der Meerenge The Gullet am Kopfende der Hanusse-Bucht.
Erstmals kartiert wurde die Insel 1936 bei der British Graham Land Expedition (1934–1937) unter der Leitung des australischen Polarforschers John Rymill. Dieser gab der Insel provisorisch den Namen North Island. 1948 nahm der Falkland Islands Dependencies Survey eine neuerliche Vermessung vor. Das UK Antarctic Place-Names Committee benannte sie 1955 nach Leganger H. Hansen (1883–1948), norwegischer Verwalter der Walfangstation Leith Harbour auf Südgeorgien von 1916 bis 1937, welcher der British Graham Land Expedition umfangreiche Hilfen zur Verfügung stellte.